# Anne-Marie Lazarini
Scènes principales
Artistic Athévains
Festival Off d'Avignon
Anne-Marie Lazarini, née en 1943, est une comédienne, metteur en scène, traductrice et directrice de théâtre française.

## Biographie
Anne-Marie Lazarini grandit à Marseille avec son frère Henri Lazarini et se passionne très tôt pour l'opéra,.
Elle commence sa carrière en 1971 en tant que costumière et réalisatrice de décor pour le théâtre. Puis l'année suivante elle commence sa carrière de metteur en scène avec Les Derniers Jugaleurs d’Éric Cyrille au Théâtre des Deux-Portes et Mathusalem – ou l'Éternel Bourgeois d’Yvan Goll.
En 1980, Anne-Marie Lazarini devient l'une des directrices du Théâtre Artistic Athévains dans le 11e arrondissement de Paris. Elle y présente des pièces classiques et modernes, des adaptations romanesques : L'Habit vert de Robert de Flers et Gaston de Caillavet, Les Travaux et les Jours de Michel Vinaver, Ici ou ailleurs de Robert Pinget, George Dandin de Molière, Hyménée de Nicolas Gogol et La Noce de Anton Tchekhov, Une chambre à soi de Virginia Woolf, Mère Courage et ses enfants de Bertolt Brecht, Les Serments indiscrets de Marivaux, Ravel de Jean Echenoz, Audience et Vernissage de Václav Havel, Les Rivaux de Richard Brinsley Sheridan, Chroniques 1954-2003 de Françoise Sagan, L'Os à moelle d'après Pierre Dac...
Anne-Marie Lazarini a également mis en scène des opéras : La Traviata de Giuseppe Verdi à la Scène Nationale de Cergy-Pontoise, Le Mariage secret de Domenico Cimarosa et Lo Speziale de Joseph Haydn au Festival d’Auvers-sur-Oise.

## Mise en scène
- 1972 : Les Derniers Jugaleurs d’Éric Cyrille, Théâtre des Deux-Portes
- 1973 : Mathusalem – ou l'Éternel Bourgeois d’Yvan Goll, Théâtre des Deux-Portes
- 1975 : Les Mauvais bergers d’Octave Mirbeau, Théâtre des Deux-Portes, Festival Off d'Avignon
- 1977 : La Fortune de Gaspard de Comtesse de Ségur, co-mis en scène avec Viviane Théophilidès, Théâtre National de Chaillot
- 1978 : Des petits cailloux dans les poches d'après Virginia Woolf, Théâtre Oblique
- 1980 : Un silence à soi d'après Virginia Woolf, Théâtre Artistic Athévains
- 1980 : Minna von Barnhelm de Gotthold Ephraïm Lessing, Théâtre Artistic Athévains
- 1981 : L'Orage d'après Alexandre Ostrovski, Théâtre Artistic Athévains, tournée
- 1983 : Le Deuil éclatant du bonheur, prélude à Katherine Mansfield de Monique Fabre,  Théâtre Artistic Athévains
- 1984 : La Ville marine de Jacques Guimet, Théâtre Artistic Athévains
- 1985 : Les Amoureux de Carlo Goldoni, Théâtre Artistic Athévains, tournée
- 1986 : Les Criminels de Ferdinand Bruckner, Théâtre Artistic Athévains
- 1988 : Le Timide au palais de Tirso de Molina, Maison de la culture de Bourges
- 1988 : Parlami d'amore de Bernard Palmi, Théâtre de Lenche
- 1990 : La Fille de Rimbaud de Jacques Guimet, Théâtre Artistic Athévains
- 1991 : Vassa Geleznova d'après Maxime Gorki, Nouveau théâtre d'Angers
- 1994 : L'Étrange Histoire de Peter Schlemihl d'après Adelbert von Chamisso, Théâtre 14, tournée
- 1994 : Le Poids du corps d’Alain Pierremont, Nouveau théâtre d'Angers
- 1996 : Virginia  d’Edna O'Brien, Théâtre National de Chaillot
- 1996 : La Station Champbaudet d'Eugène Labiche, Nouveau théâtre d'Angers, tournée
- 1997 : Le Col de l'homme mort – ou Comédie rose-tango d’Alain Pierremont, Théâtre Artistic Athévains
- 1998 : La Puissance des ténèbres d'après Léon Tolstoï, Théâtre Artistic Athévains
- 1998 : Frères Volcans de Vincent Placoly, Théâtre Artistic Athévains
- 1999 : Pluie et vent sur Télumée Miracle d'après Simone Schwarz-Bart, Théâtre Artistic Athévains
- 2000 : L'Habit vert de Robert de Flers et Gaston de Caillavet, Théâtre Artistic Athévains, tournée
- 2000 : Les Travaux et les Jours de Michel Vinaver, Théâtre Artistic Athévains

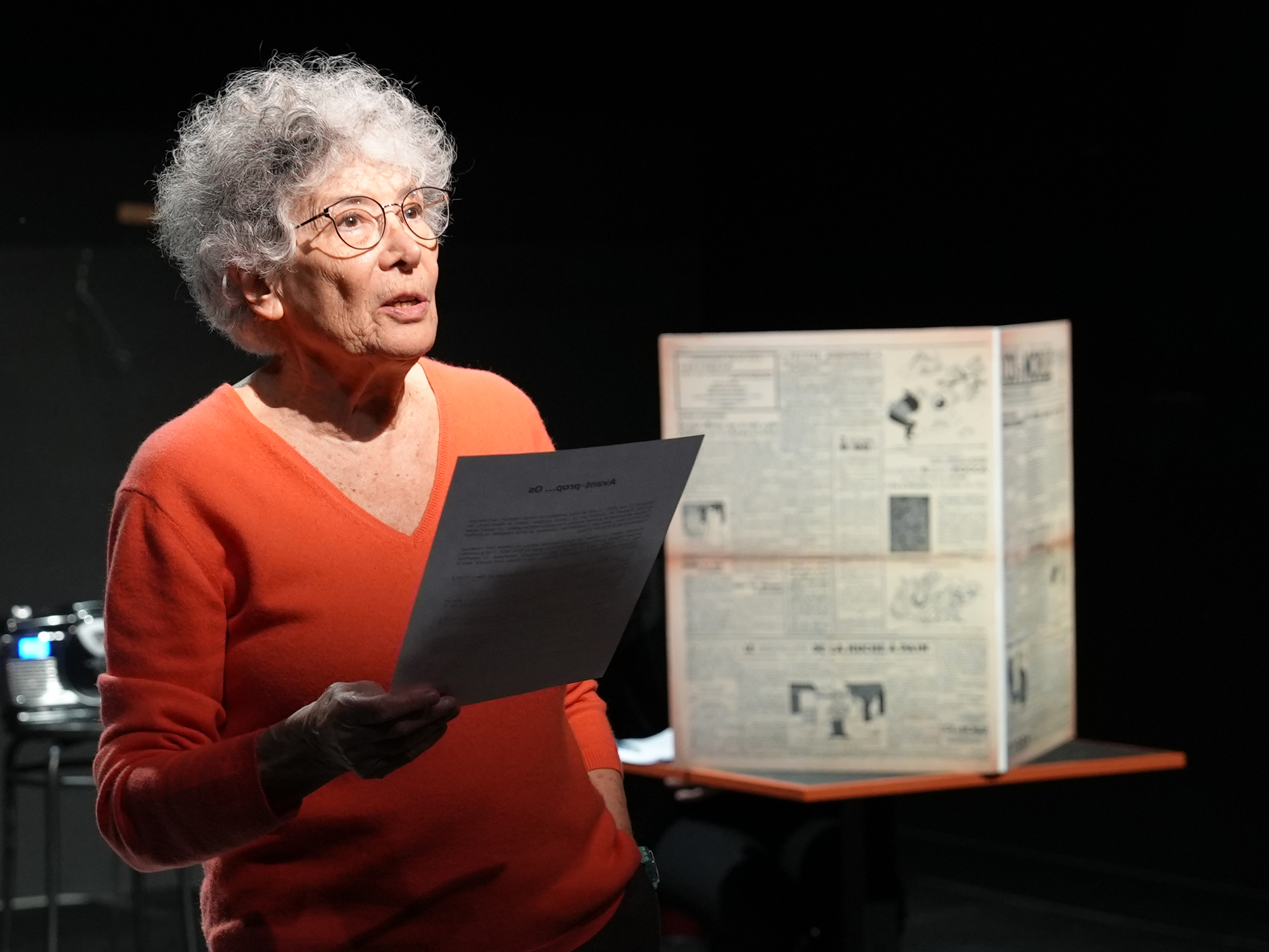
Anne-Marie Lazarini dans L'Os à moelle d'après Pierre Dac en 2023

- 2002 : Ici ou ailleurs de Robert Pinget, Théâtre Artistic Athévains
- 2003 : Labiche en 3 actes, Mon Isménie, Le Dossier de Rosafol et Les Suites d'un premier lit de Eugène Labiche et Marc-Michel, Théâtre Artistic Athévains
- 2004 : George Dandin de Molière, Théâtre Artistic Athévains
- 2005 : La Traviata de Giuseppe Verdi, direction musicale Andrée-Claude Brayer,  Scène Nationale de Cergy-Pontoise
- 2005  : Outside / La Vie matérielle de Marguerite Duras, Théâtre Artistic Athévains
- 2006 : Mariage(s), composé de Hyménée de Nicolas Gogol et La Noce de Anton Tchekhov, Théâtre Artistic Athévains
- 2007 : Le Mariage secret de Domenico Cimarosa, direction musicale Andrée-Claude Brayer, Théâtre Artistic Athévains, Festival d’Auvers-sur-Oise
- 2008 : Mère Courage et ses enfants de Bertolt Brecht, Théâtre Artistic Athévains, Festival des Jeux du théâtre de Sarlat
- 2008 : Une chambre à soi de Virginia Woolf, Théâtre Artistic Athévains
- 2010 : Portrait d’une femme de Michel Vinaver, La Criée, Comédie de Genève, tournée
- 2011 : Lo Speziale de Joseph Haydn d'après Carlo Goldoni, direction musicale Andrée-Claude Brayer, Théâtre Artistic Athévains, Festival d’Auvers-sur-Oise, tournée
- 2011 : Les Serments indiscrets de Marivaux, Théâtre Artistic Athévains, tournée
- 2013 : Ravel de Jean Echenoz, Théâtre Artistic Athévains, tournée
- 2014 : Chat en poche de Georges Feydeau, Théâtre Artistic Athévains
- 2015 : Espèces d’espaces de Georges Perec, Théâtre Artistic Athévains
- 2016 : 1, 2, 3 Courteline ! pièces de Courteline (La Paix chez soi, Théodore cherche des allumettes et Les Balances), Théâtre Artistic Athévains
- 2016 : Pourquoi je suis là ? d'Alain Pierremont, Théâtre Artistic Athévains
- 2016 : Audience et Vernissage de Václav Havel, Théâtre Artistic Athévains
- 2017 : Probablement les Bahamas de Martin Crimp, Théâtre Artistic Athévains
- 2019 : Les Rivaux de Richard Brinsley Sheridan, Théâtre Artistic Athévains
- 2021 : Chroniques 1954-2003 de Françoise Sagan, Théâtre Artistic Athévains
- 2023 : L'Os à moelle d'après Pierre Dac, Théâtre Artistic Athévains, Festival Off d'Avignon

## Comédienne
- 1971 : Plouf... plouf... v'là les bidalo, Le Ludiquon Bleu
- 1972 : Les Derniers Jugaleurs d’Éric Cyrille, mise en scène Anne-Marie Lazarini, Théâtre des Deux-Portes
- 1974 : Légère en août de Denise Bonal, mise en scène Viviane Théophilidès, Théâtre des Deux-Portes
- 1977 : L’Arrivante d'après Hélène Cixous, mise en scène Viviane Théophilidès,  Festival Off d'Avignon
- 1985 : Les Amoureux de Carlo Goldoni, mise en scène Anne-Marie Lazarini, Théâtre Artistic Athévains, tournée
- 1991 : Vassa Geleznova d'après Maxime Gorki, mise en scène Anne-Marie Lazarini, Nouveau théâtre d'Angers
- 2021 : Chroniques 1954-2003 de Françoise Sagan, mise en scène Anne-Marie Lazarini, Théâtre Artistic Athévains

## Distinctions

### Récompenses
- Prix du Syndicat de la critique 2013 : Prix Laurent-Terzieff pour Ravel[19]

### Décorations
- Chevalier de l'ordre national du Mérite (décret du 14 mai 2023)[20]